# Comarca de Las Vegas
La Comarca de Las Vegas es una comarca informal del sureste de la Comunidad de Madrid (España), definida por la Guía de Turismo Rural y Activo, editada por la Dirección General de Turismo (Consejería de Cultura y Turismo). Posee una extensión de 1378,13 km² y está bañada por los ríos Tajo, Tajuña y Jarama.

## Geografía

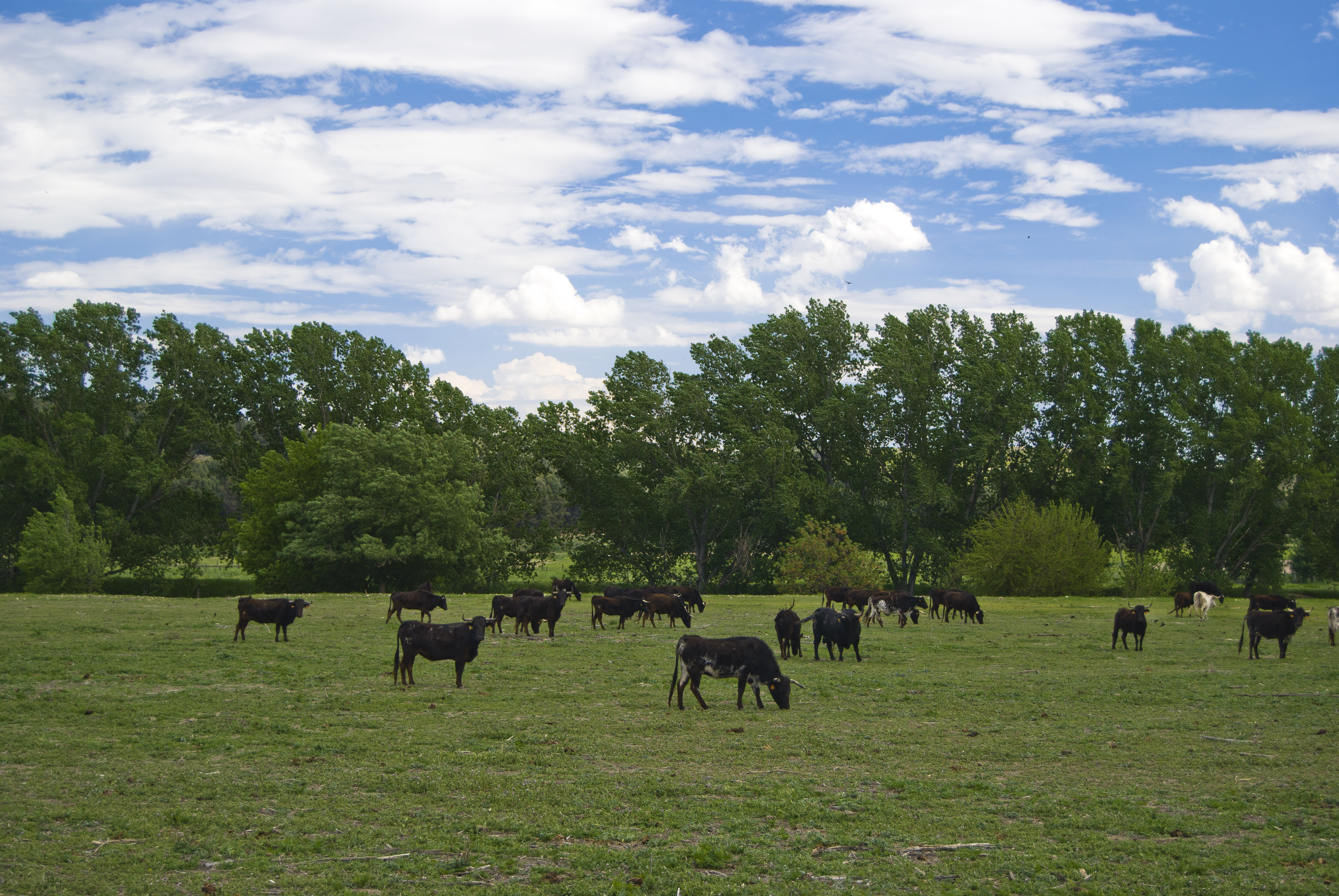
Entorno del parque regional del Sureste, cerca de Rivas-Vaciamadrid

La comarca de Las Vegas es la más meridional de la Comunidad de Madrid, el río Tajo marca la frontera sur de la región administrativa con las provincias de Toledo, Cuenca y Guadalajara (Castilla-La Mancha). Sus 23 municipios poseen una clara influencia manchega, con arquitectura, paisaje y costumbres similares. 
El relieve de la comarca es levemente accidentado debido a los numerosos cursos de agua que recorren el territorio. Sus límites geográficos están muy delimitados por las colinas que la bordean, tierras éstas de secano que contrastan vivamente con el paisaje verde y rico que ofrecen las vegas de los ríos. 
Entre las áreas naturales destaca el parque regional del Sureste. La vegetación es esteparia, adaptada al clima seco y oscilante, con especies que resisten bien la sequía estival: pino carrasco, encina, olivo y retama. Asociada a los ríos que surcan la comarca crece el bosque de ribera donde sobresalen los olmos, los sauces, los álamos y los chopos.
Las Vegas posee un clima mediterráneo continental que se caracteriza por las grandes oscilaciones térmicas entre los meses de verano (largos y calurosos) y los de invierno (fríos con abundantes nieblas). La media anual de precipitaciones es una de las más bajas de la Comunidad de Madrid, concentradas en el otoño y la primavera.

## Economía
Las fértiles tierras de Las Vegas han determinado una marcada tradición agrícola que se mantiene en la actualidad. Buena prueba de ello es la producción de fresas, espárragos, alcachofas, pimientos o melones, cultivos que gozan de reconocimiento más allá de los límites autonómicos. También los sectores industrial y turístico están presentes debido a la cercanía al área metropolitana de Madrid. Uno de los grandes referentes del turismo del siglo XXI es el Parque Warner, un parque de atracciones temático situado en San Martín de la Vega.

## Patrimonio

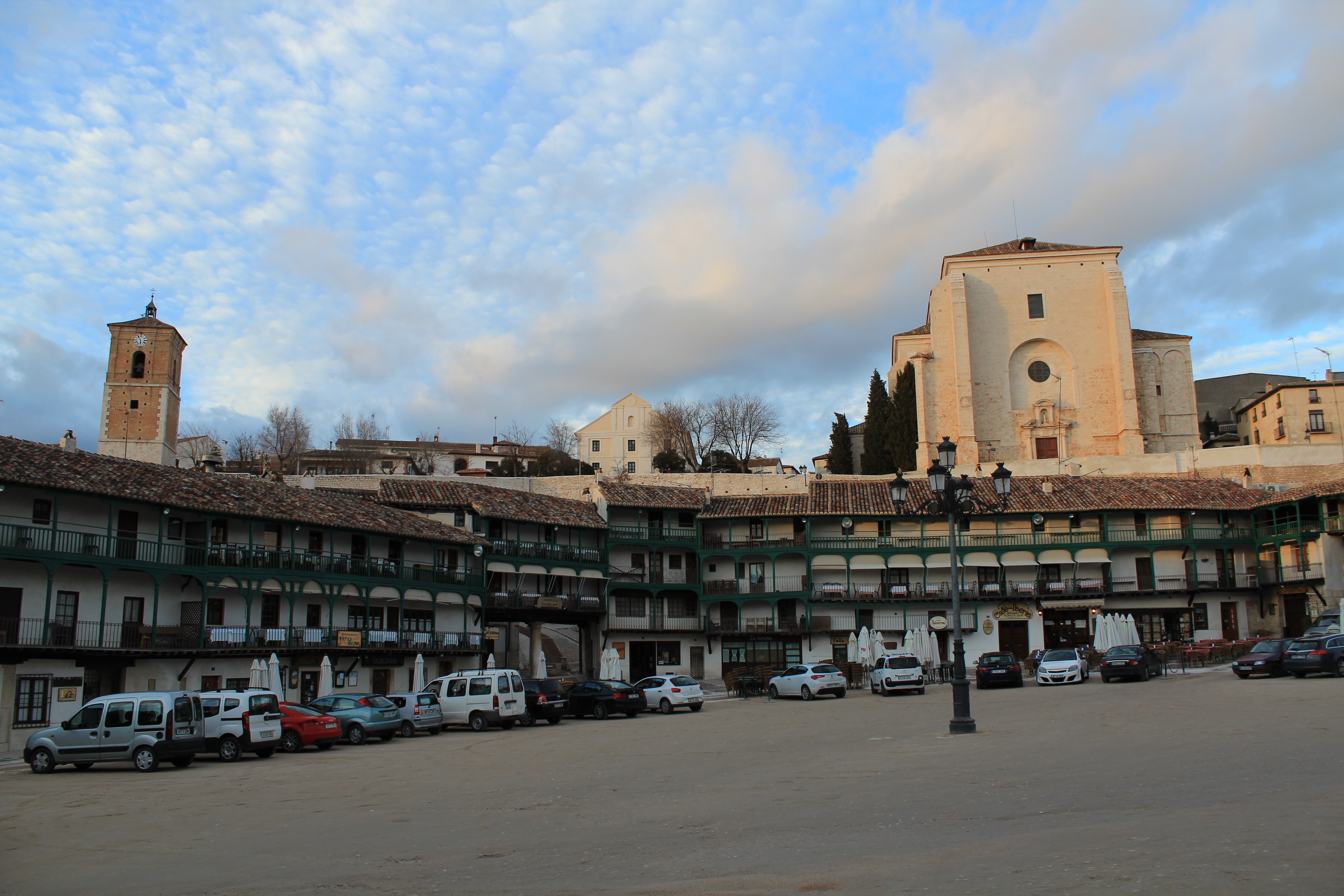
Casco histórico de Chinchón.

Entre las ciudades más conocidas y monumentales destacan Aranjuez y Chinchón, aunque también existe un valioso patrimonio religioso y civil en otros pueblos de la comarca.

### Aranjuez
La ciudad de Aranjuez está declarada Patrimonio de la Humanidad por la Unesco desde el año 2001 bajo la denominación de Paisaje cultural de Aranjuez. Entre sus monumentos más destacados están el Palacio Real, los Jardines Reales, la Iglesia de San Antonio y el Convento de San Pascual, que pertenecen todos a Patrimonio Nacional.

### Chinchón
Chinchón es conjunto histórico-artístico desde 1974 y pertenece a la red de Los pueblos más bonitos de España. Destaca su Plaza Mayor, de arquitectura popular medieval; la iglesia de Nuestra Señora de la Asunción, el Castillo de los Condes de Chinchón y el Convento de San Agustín (reconvertido en Parador Nacional de Turismo).

### Otros monumentos
Las Vegas tiene una interesante arquitectura, tal y como se puede apreciar en la plaza Mayor de Colmenar de Oreja, típica plaza porticada castellana similar a la de Chinchón. También es una tierra de castillos, de los cuales muchos se encuentran aún en buen estado de conservación, es el caso del Castillo de Villarejo de Salvanés, o el castillo de Fuentidueña de Tajo.
Además, cuenta con diversas actividades culturales y religiosas de gran importancia turística, cómo la Embarcación de Fuentidueña de Tajo, la Pasión de Chichón o la Representación de la Batalla del Jarama.

## Municipios de la comarca
La comarca está formada por los siguientes municipios, con la superficie en kilómetros cuadrados y su población en el año 2021:
| Municipio             | Superficie | Población |
| --------------------- | ---------- | --------- |
| Total comarca         | 1579,13    | 162 386   |
| Ambite                | 26         | 662       |
| Aranjuez              | 189,13     | 59 833    |
| Belmonte de Tajo      | 23,71      | 1751      |
| Brea de Tajo          | 44,33      | 523       |
| Carabaña              | 47,58      | 2142      |
| Chinchón              | 115,91     | 5506      |
| Ciempozuelos          | 49,64      | 25 083    |
| Colmenar de Oreja     | 114,32     | 8303      |
| Estremera             | 79,1       | 1381      |
| Fuentidueña de Tajo   | 60,59      | 2228      |
| Morata de Tajuña      | 45,2       | 7924      |
| Orusco de Tajuña      | 21,51      | 1291      |
| Perales de Tajuña     | 48,92      | 3059      |
| San Martín de la Vega | 105,93     | 19 853    |
| Tielmes               | 26,88      | 2781      |
| Titulcia              | 9,95       | 1360      |
| Valdaracete           | 64,31      | 612       |
| Valdelaguna           | 42,13      | 1026      |
| Valdilecha            | 42,48      | 3079      |
| Villaconejos          | 32,97      | 3464      |
| Villamanrique de Tajo | 29,32      | 762       |
| Villar del Olmo       | 27,62      | 2211      |
| Villarejo de Salvanés | 118,62     | 7552      |